# Gare de Valleroy - Moineville
Gare de Valleroy - Moineville vasútállomás Franciaországban, Valleroy településen.

## Vasútvonalak
Az állomást az alábbi vasútvonalak érintik:
- Saint-Hilaire-au-Temple-Hagondange-vasútvonal

## Kapcsolódó állomások
A vasútállomáshoz az alábbi állomások vannak a legközelebb:
- Gare de Conflans - Jarny
- Gare d’Auboué
- Gare d’Hatrize